# Jun Ichikawa (regista)
Jun Ichikawa  (市川 準?, Ichikawa Jun) (Fuchū, 25 novembre 1948 – Tokyo, 19 settembre 2008) è stato un regista giapponese.

## Biografia
Nato a Fuchū, figlio di un commerciante di giocattoli, Jun Ichikawa crebbe a Kagurazaka, un quartiere storico e cosmopolita nel centro di Tokyo. Jun Ichikawa intendeva diventare un artista ma non superò l'esame di ammissione all'Università delle arti di Tokyo nel 1967. Per diversi anni svolse piccoli lavori mentre si esercitava con la pellicola 8mm, allora in voga. Frequentò anche i set cinematografici delle grandi compagnie, faticando a farsi assumere a causa della crisi del settore. Tuttavia, nel 1975, entrò a far parte di una società di produzione campagne pubblicitarie e ben presto si affermò come regista di spot pubblicitari vincendo numerosi premi tra i quali un Leone d'Oro nel 1985 al Festival internazionale della creatività Leoni di Cannes. Nel 1987 realizzò il suo primo lungometraggio, Bu Su, la storia di un'adolescente introversa che prova a superare le proprie difficoltà.
Nel 1990 adattò un romanzo di sucesso di Banana Yoshimoto, Tsugumi, ottenendo importanti riconoscimenti come il premio al miglior regista al Mainichi Film Concours.
Nel 1997, con Tōkyō yakyoku fu il primo giapponese ad ottenere il premio come miglior regista al Montreal World Film Festival.
Nel 2004 diresse Tony Takitani, da un soggetto di Haruki Murakami, scrittore che ammirava.
Jun Ichikawa era un grande ammiratore di Yasujirō Ozu, con il quale condivideva l'economia nella composizione, il posizionamento basso della macchina da presa, l'umanesimo e temi di carattere intimo, tra i quali domina quello della famiglia. È ricordato anche per la quantità e qualità di ruoli femminili importanti che ha riservato in particolare ad attrici emergenti, molte delle quali gli devono parte del loro successo. 
Vittima di un'emorragia cerebrale, morì a Tokyo il 19 settembre 2008. Stava lavorando al montaggio del suo ultimo film, Sutsu o kau, selezionato nella sezione “Japanese Eyes” del Tokyo International Film Festival dove poi venne premiato come miglior film.

## Filmografia
- Bu Su (ブス) (1987)
- Kaisha monogatari: Memories of You (会社物語) (1988)
- No raifu kingu (ノーライフキング) (1987)
- Tsugumi (つぐみ) (1990)
- Kin chan no Cinema Jack (欽ちゃんのシネマジャック) (1993)
- Byōin de shinu to iu koto (病院で死ぬということ) (1993)
- Kurēpu (クレープ) (1993)
- Tōkyō kyōdai (東京兄妹) (1995)
- Rākī - film per la TV (1995)
- Tokiwa-so no seishun (トキワ荘の青春) (1994)
- Tōkyō yakyoku (東京夜曲) (1997)
- Tadon to chikuwa (たどんとちくわ) (1998)
- Ōsaka monogatari (大阪物語) (1999)
- Zawa-zawa Shimokita-zawa (ざわざわ下北沢) (2000)
- Tōkyō Marīgōrudo (東京マリーゴールド) (2001)
- Ryōma no tsuma to sono otto to aijin (竜馬の妻とその夫と愛人) (2002)
- Tony Takitani (トニー滝谷) (2004)
- Haru, Bānīzu de (春、バーニーズで) - film per la TV (2006)
- Aogeba tōtoshi (あおげば尊し) (2006)
- Ashita no watashi no tsukurikata (あしたの私のつくり方) (2007)
- Sutsu o kau (スーツを買う) (2008)

## Riconoscimenti
- 1985: Festival internazionale della creatività Leoni di Cannes: Leone d'oro
- 1991: premio Mainichi Film Concours come miglior regista per Tsugumi
- 1994: premio Mainichi Film Concours come miglior regista per Byōin de shinu to iu koto
- 1997: Montreal World Film Festival miglior regista per Tōkyō yakyoku
- 2004: Locarno Film Festival premio speciale della giuria e premio FIPRESCI per Tony Takitani
- 2007: Festival del cinema giapponese contemporaneo Kinotayo premio Sole d'oro per Ashita no watashi no tsukurikata
- 2008: Tokyo International Film Festival premio miglior film nella sezione “Japanese Eyes” per Sutsu o kau